# Bob Sura
Robert «Bob» Sura Jr. (Wilkes-Barre, Pensilvania; 25 de marzo de 1973) es un exjugador de baloncesto estadounidense. Con 1,96 metros y pesa 91 kg, su posición natural era la de base.

## Trayectoria deportiva
Fue seleccionado por Cleveland Cavaliers en la 17.ª posición de la 1.ª ronda del Draft de la NBA de 1995 procedente de Florida State, equipo donde jugó hasta el 2000 cuando se fue a los Golden State Warriors y posteriormente, en el 2003 jugó con los Detroit Pistons y Atlanta Hawks hasta el 2004 cuando se fue a los Houston Rockets. En la temporada 2006-2007 no pudo disputar ningún partido por lesión.

## Estadísticas de su carrera en la NBA

### Temporada regular
| Año     | Equipo       | PJ  | PT  | MPP  | %TC  | %3P  | %TL  | RPP | APP | ROB | TPP | PPP  |
| ------- | ------------ | --- | --- | ---- | ---- | ---- | ---- | --- | --- | --- | --- | ---- |
| 1995-96 | Cleveland    | 79  | 3   | 14.6 | .411 | .346 | .702 | 1.7 | 2.9 | .7  | .3  | 5.3  |
| 1996-97 | Cleveland    | 82  | 23  | 27.7 | .431 | .323 | .614 | 3.8 | 4.8 | 1.1 | .4  | 9.2  |
| 1997-98 | Cleveland    | 46  | 4   | 20.5 | .377 | .317 | .565 | 2.0 | 3.7 | 1.0 | .2  | 5.8  |
| 1998-99 | Cleveland    | 50  | 6   | 16.8 | .333 | .200 | .631 | 2.0 | 3.0 | .9  | .3  | 4.3  |
| 1999-00 | Cleveland    | 73  | 45  | 30.4 | .437 | .367 | .697 | 3.9 | 3.9 | 1.2 | .3  | 13.8 |
| 2000-01 | Golden State | 53  | 42  | 31.7 | .390 | .273 | .714 | 4.3 | 4.6 | 1.0 | .2  | 11.1 |
| 2001-02 | Golden State | 78  | 5   | 22.9 | .424 | .316 | .720 | 3.3 | 3.5 | 1.1 | .2  | 10.0 |
| 2002-03 | Golden State | 55  | 0   | 20.5 | .412 | .329 | .696 | 3.0 | 3.2 | .8  | .0  | 7.3  |
| 2003-04 | Detroit      | 53  | 0   | 13.3 | .410 | .250 | .696 | 1.9 | 1.7 | .7  | .2  | 3.8  |
| 2003-04 | Atlanta      | 27  | 18  | 35.4 | .420 | .279 | .783 | 8.3 | 5.3 | .9  | .2  | 14.7 |
| 2004-05 | Houston      | 61  | 59  | 31.5 | .427 | .355 | .750 | 5.5 | 5.2 | 1.1 | .1  | 10.3 |
| Total   | Total        | 657 | 205 | 23.7 | .414 | .325 | .689 | 3.4 | 3.8 | 1.0 | .2  | 8.6  |

### Playoffs
| Año   | Equipo    | PJ | PT | MPP  | %TC  | %3P  | %TL  | RPP | APP | ROB | TPP | PPP |
| ----- | --------- | -- | -- | ---- | ---- | ---- | ---- | --- | --- | --- | --- | --- |
| 1996  | Cleveland | 3  | 0  | 6.0  | .667 | –    | –    | .3  | 1.0 | .3  | .0  | 1.3 |
| 1998  | Cleveland | 3  | 0  | 10.3 | .200 | .000 | .667 | 1.0 | 1.3 | .3  | .0  | 1.3 |
| 2005  | Houston   | 7  | 7  | 26.1 | .435 | .538 | .667 | 3.9 | 2.0 | 1.0 | .0  | 7.9 |
| Total | Total     | 13 | 7  | 17.8 | .426 | .467 | .667 | 2.4 | 1.6 | .7  | .0  | 4.8 |